# Kaňovice (ort i Tjeckien, lat 49,74, long 18,40)
Kaňovice är en ort i Tjeckien. Den ligger i den östra delen av landet, 290 km öster om huvudstaden Prag. Kaňovice ligger 309 meter över havet och antalet invånare är 191.
Terrängen runt Kaňovice är platt.Runt Kaňovice är det tätbefolkat, med 343 invånare per kvadratkilometer. Närmaste större samhälle är Ostrava, 12,9 km nordväst om Kaňovice. Omgivningarna runt Kaňovice är en mosaik av jordbruksmark och naturlig växtlighet.